# Alfred E. Emerson
Alfred Edwards Emerson, Jr. (31 décembre 1896 - 3 octobre 1976) est un biologiste américain, professeur de zoologie à l'Université de Chicago, entomologiste de renom et autorité en matière de termites.
Il est né à Ithaca, New York. Son père, Alfred Emerson, père, est archéologue et professeur à l'Université Cornell, et sa mère, Alice Edwards Emerson, pianiste de concert. Sa sœur Edith Emerson est devenue artiste et conservatrice de musée et sa sœur Gertrude Emerson Sen, rédactrice en chef du magazine Asia. Il reçoit un B.Sc., M.Sc. et en 1925, un doctorat en biologie de l'Université Cornell .
De 1929 à 1962, il est professeur de zoologie à l’Université de Chicago. De 1940 à 1976, il est chercheur associé au musée américain d'histoire naturelle. En 1941, il est président de la Ecological Society of America et, en 1958, président de la Society of Systematic Zoology.
Dans une biographie posthume (1982), Wilson et Michener écrivent  : 
« Jusqu'à sa mort, il était la principale autorité en matière de termites, un expert technique sans repos qui a largement contribué à leur classification, leur anatomie et leur biogéographie. Il a également contribué de manière importante à l’écologie moderne, en étant l’un des synthétiseurs des années 1940 et 1950 qui a harmonisé les grandes quantités de nouvelles données sur l’adaptation, la physiologie, le comportement et la distribution avec les principes émergents de l'époque. »

## Publications
- 1925. Termites of the Belgian Congo and the Cameroon
- 1938. Termite nests--a study of the phylogeny of behavior
- 1939. "Social Coordination and the Superorganism" in: American Midland Naturalist. Vol. 21, No. 1 (Jan., 1939), pp. 182–209
- 1949. Principles of animal ecology. With W.C. Alice, O. Park, T. Park, and K.P. Schmidt. Philadelphia : Saunders.